# Vallsjön (Karbennings socken, Västmanland)
Vallsjön är en sjö i Norbergs kommun i Västmanland och ingår i Norrströms huvudavrinningsområde. Sjön är 3,6 meter djup, har en yta på 0,127 kvadratkilometer och befinner sig 87 meter över havet.

## Delavrinningsområde
Vallsjön ingår i det delavrinningsområde (666007-151948) som SMHI kallar för Ovan Häggebäcken. Medelhöjden är 113 meter över havet och ytan är 38,66 kvadratkilometer. Det finns inga avrinningsområden uppströms utan avrinningsområdet är högsta punkten. Prästhytteån som avvattnar avrinningsområdet har biflödesordning 3, vilket innebär att vattnet flödar genom totalt 3 vattendrag innan det når havet efter 189 kilometer. Avrinningsområdet består mestadels av skog (75 procent) och jordbruk (11 procent). Avrinningsområdet har 0,43 kvadratkilometer vattenytor vilket ger det en sjöprocent på 1,1 procent.